# Imagawa Yoshimoto
Imagawa Yoshimoto (今川 義元?; 1519 – 12 giugno 1560) è stato un militare giapponese.
Appartenente al clan Imagawa e residente nella provincia di Suruga, fu uno dei tre daimyō (signori feudali) che dominavano sulla parte orientale del Giappone, e uno dei più importanti daimyō del periodo Sengoku.

## Biografia
Quinto figlio di una famiglia numerosa fu mandato ancora bambino in un tempio dove il suo nome venne cambiato in Baigaku Shōhō, ma quando suo fratello maggiore Ujiteru morì, forse avvelenato, i suoi diritti ereditari vennero minacciati dal suo fratellastro Genkou Etan provocando così una spaccatura all'interno della sua famiglia in due fazioni contrapposte a sostegno dei due pretendenti.
La fazione favorevole a Yoshimoto sosteneva che poiché la madre di quest'ultimo era la legittima consorte del capo clan, egli fosse il diretto erede; d'altro canto la fazione a sostegno di Genkō Etan, sosteneva che essendo questi il più anziano fosse il più appropriato a guidare la famiglia. Dopo essere riuscito ad ottenere il controllo della sua famiglia, Yoshimoto sposò la figlia di Takeda Nobutora alleandosi con la sua famiglia e guadagnando così il controllo di una vasta area comprendente le province di Suruga, Totomi e Mikawa.
In seguito strinse una triplice alleanza con il clan Takeda, gli Hōjō e con Tokugawa Ieyasu, con il quale mosse verso la capitale Kyōto. Tuttavia, nonostante fosse a capo di un imponente esercito, venne arrestato lungo la marcia dall'allora giovane ma astuto Oda Nobunaga che lo sconfisse ed uccise nella battaglia di Okehazama. 
Tradito dallo stesso Tokugawa, il clan di quest'ultimo, i Matsudaira, si dichiararono indipendenti dal clan di Imagawa alleandosi con Nobunaga e il clan Oda.